# Concentración de mercado
La concentración de mercado, a veces también llamada concentración horizontal, se refiere a la concentración o reducción del número de empresas participantes en un mercado determinado.
Este concepto está ligado al de concentración industrial, que concierne a la repartición de la producción en una industria.
Las medidas corrientes de esta noción son el índice de Herfindahl-Hirschmann (IHH, HHI, índice de Herfindahl, o simplemente índice H), así como la llamada tasa de concentración (en inglés, Concentration ratio o CR).

## Utilización
Cuando las autoridades nacionales evalúan la violación de las reglas de legítima competencia por parte de una o de varias empresas, generalmente se estima el mercado involucrado y se trata de medir la concentración del mismo, es decir, el grado de concurrencia (competencia) real que se da en ese mercado.
Ciertos modelos de la teoría de juegos predicen que un aumento de la concentración en un mercado tienden a hacer subir los precios, en perjuicio de los consumidores, y aun cuando la colusión explícita o formal pueda estar ausente. Ejemplos: Oligopolios de Cournot y de Bertrand.
Y obviamente, lo antedicho justifica la aplicación de alguna normativa tendiente a evitar los monopolios de hecho o los oligopolios, en base por ejemplo a leyes antitrust (leyes de competencia).
En Brasil, un ejemplo claro de concentración horizontal es AMBEV (las compañías cerveceras Antártica y Brahma se unieron formando AMBEV, una gran empresa que controla un único sector).
En muchos países hay cierta tendencia a la concentración horizontal en sectores tales como la metalurgia y la agropecuaria, aunque por cierto, los citados sectores son demasiado grandes y allí las inversiones de capital no se completan, aunque a veces intentan abarcar varios eslabones de la cadena, para asegurarse materias primas y/o para tener cierta incidencia en los precios.